# Grellaphia costalis
Grellaphia costalis är en insektsart som beskrevs av Schmidt 1920. Grellaphia costalis ingår i släktet Grellaphia och familjen spottstritar. Inga underarter finns listade i Catalogue of Life.